# Succuba
Succuba (łac. Diocesis Succubensis) – stolica historycznej diecezji w Cesarstwie rzymskim w prowincji Afryka Prokonsularna, sufragania metropolii Kartagina. Współcześnie w Tunezji. Obecnie katolickie biskupstwo tytularne.

## Biskupi tytularni
| Lp. | Biskup                   | Funkcja                                    | Od               | Do                |
| --- | ------------------------ | ------------------------------------------ | ---------------- | ----------------- |
| 1   | Georges Cabana           | emerytowany arcybiskup Sherbrooke (Kanada) | 7 lutego 1968    | 27 listopada 1970 |
| 2   | Thomas Nantha            | wikariusz apostolski Wientian (Laos)       | 25 kwietnia 1974 | 7 kwietnia 1984   |
| 3   | Eugène Tremblay          | biskup pomocniczy Quebec (Kanada)          | 3 listopada 1994 | 3 maja 2004       |
| 4   | Gabriel Peñate Rodríguez | wikariusz apostolski Izabal (Gwatemala)    | 21 maja 2004     |                   |